# Louise Burgaard
Louise Katharina Vinter Burgaard (Esbjerg, 17 de octubre de 1992) es una jugadora danesa de balonmano que actúa como lateral derecho. Internacional absoluta con Dinamarca, desde la temporada 2024/25 juega en Odense Håndbold.

## Trayectoria

### Clubes
Debutó en la élite danesa con KIF Vejen (2008–2011) y continuó su formación y proyección en Team Tvis Holstebro (2011–2013). Posteriormente compitió en Viborg HK (2013–2015) y en FC Midtjylland/Herning-Ikast (2015–2019). En 2019 se incorporó al Metz Handball francés, con el que se consolidó en la Liga de Campeones y conquistó títulos nacionales, antes de regresar a Dinamarca en 2024 para firmar por Odense Håndbold.
En Holstebro, Burgaard alzó su primer título europeo: la Copa de la EHF Femenina 2012–13, ganada en una final a doble partido frente a Metz Handball. Con Viborg HK se proclamó campeona de la Recopa de Europa en 2014.
En Metz obtuvo la liga francesa (2022 y 2023) y la Copa de Francia (2022 y 2023), además del tercer puesto en la EHF FINAL4 2022. En 2024 firmó por Odense Håndbold por tres temporadas.

### Trayectoria de clubes
- 2008 – 2011:  KIF Vejen.[1]
- 2011 – 2013:  Team Tvis Holstebro.[1]
- 2013 – 2015:  Viborg HK.[1]
- 2015 – 2019:  FC Midtjylland/Herning-Ikast.[1]
- 2019 – 2024:  Metz Handball.[1]
- 2024 – :  Odense Håndbold.[2]

### Selección
Internacional absoluta con Dinamarca desde 2011, disputó el torneo olímpico de Londres 2012. Con la selección danesa ha logrado el bronce mundial en 2013, 2021 y 2023, y la plata europea en 2022 y 2024. En el Mundial 2023 fue elegida en el All-Star Team como mejor lateral derecho del campeonato. Formó parte de la lista definitiva en París 2024 pero problemas en el tendón de Aquiles terminaron sustituyéndola y Dinamarca se colgó el bronce en ese torneo.

## Premios y títulos

### Con la selección
- 3 x Medallas de bronce en Campeonato del Mundo (2013, 2021, 2023).[12][13]
- 2 x Medallas de plata en Campeonato de Europa (2022, 2024).[14][15]

### Con sus clubes
- 1 x Copa de la EHF Femenina (2013).[4][5]
- 1 x Recopa de Europa de balonmano femenino (2014).[6][7]
- 2 x Liga de Francia de balonmano femenino (2022, 2023).[8]
- 2 x Copa de Francia de balonmano femenino (2022, 2023).[9]

### Reconocimientos individuales
- Siete ideal del Campeonato del Mundo 2023
- Siete ideal del Campeonato del Mundo júnior 2010
- Siete ideal del Campeonato de Europa júnior 2011
- 2 x Siete ideal de la liga de Dinamarca (2013, 2019)
- Mejor lateral derecho europea (2023/24).[18]

## Vida personal
En 2016 se tomó una pausa competitiva antes de relanzar su carrera y asentarse en Metz; en su relato personal menciona a su marido, Andreas, como un apoyo clave en su día a día. En julio de 2025 anunció su embarazo y su ausencia competitiva durante gran parte de la temporada.